# Time (Unix)

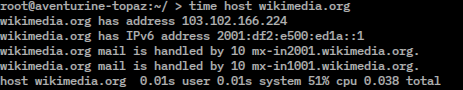
Screenshot des Time-Befehls

time ist ein Kommando auf Unix-Betriebssystemen. Es wird dazu verwendet, um die Ausführungsdauer eines bestimmten anderen Kommandos zu messen. Um es zu benutzen, wird das Wort time einfach vor das zu messende Kommando gestellt. Ein Beispiel ist:
```
time ls
```

Wenn das Kommando ausgeführt wurde, gibt time aus, wie lange die Ausführung hinsichtlich CPU-Zeit, System-CPU-Zeit und Echtzeit benötigt hat. Das Ausgabeformat unterscheidet sich bei verschiedenen Versionen des Programms. Manche erzeugen zusätzliche Statistiken wie in folgendem Beispiel.
```
$ time host wikipedia.org
wikipedia.org has address 207.142.131.235
0.000u 0.000s 0:00.17 0.0%      0+0k 0+0io 0pf+0w
```

time(1) kann als Programm (wie z. B. GNU time) oder in einer Shell implementiert sein (z. B. in tcsh oder zsh).

## Arbeitsweise
Laut des Quellcodes der GNU-Implementierung von time werden die Daten mithilfe des Systemaufrufs wait3 gesammelt. Auf Systemen, auf denen dieser nicht zur Verfügung steht, wird der Systemaufruf times verwendet.